# Domus Aurea
(Svetonio, Nerone, 31.2.)
La Domus Aurea ("Casa d'oro" in latino, proprio perché in essa si utilizzò molto di questo prezioso metallo) era la villa urbana costruita dall'imperatore romano Nerone dopo il grande incendio che devastò Roma nel 64 d.C. La distruzione di buona parte del centro urbano permise al princeps di espropriare un'area complessiva di circa 80 ettari e costruirvi un palazzo che si estendeva tra il Palatino, l'Esquilino ed il Celio.
La villa, probabilmente mai portata a termine, fu distrutta dopo la morte di Nerone a seguito della restituzione al popolo romano del terreno su cui sorgeva. La parte superstite della Domus Aurea, occultata dalle successive terme di Traiano, come tutto il centro storico di Roma, le zone extraterritoriali della Santa Sede in Italia e la basilica di San Paolo fuori le mura, è stata inserita nella lista dei Patrimoni dell'umanità dall'UNESCO nel 1980.
Il Carandini aggiunge che si trattava non di una sola grande residenza, ma di un insieme di edifici e spazi verdi, che in seguito ispirarono la grande Villa Adriana alla periferia di Tivoli.

## Storia

### Nerone e la Domus Aurea

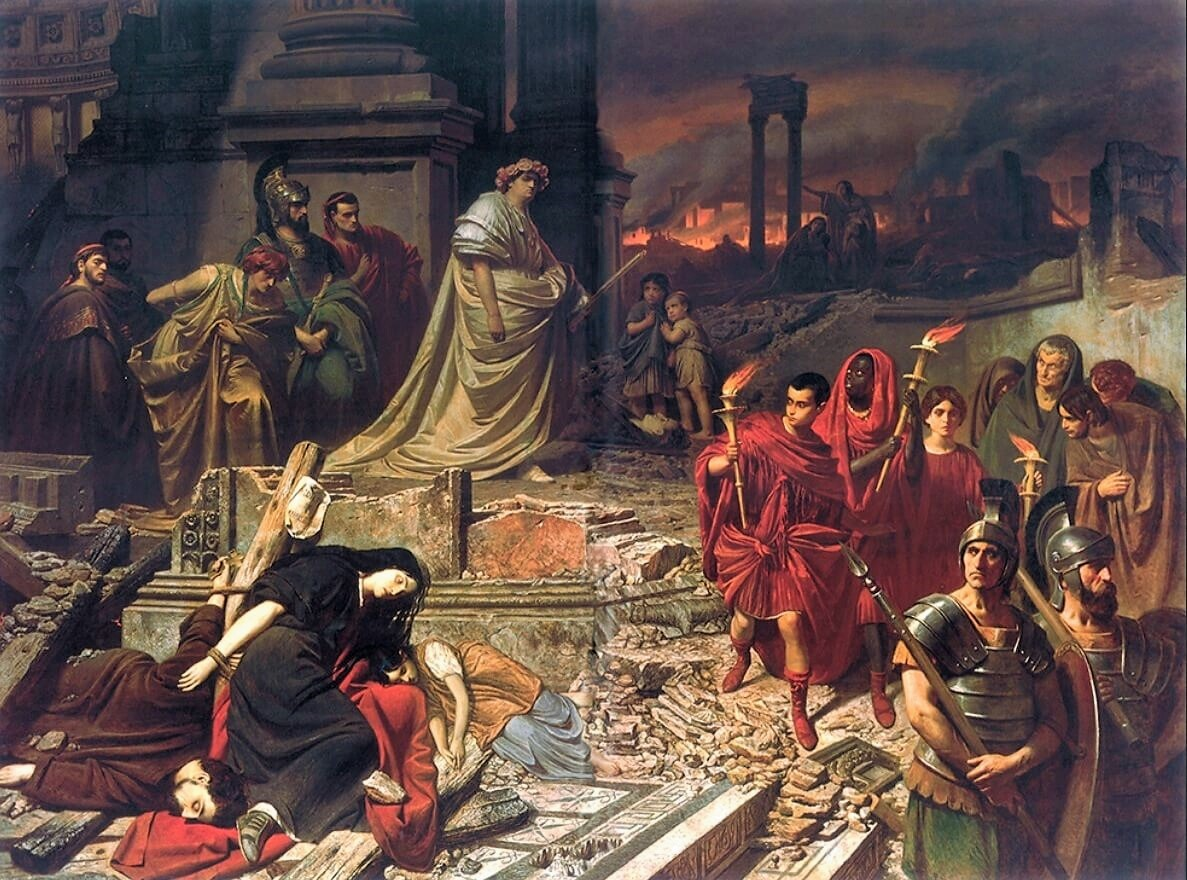
Rappresentazione del grande incendio di Roma. Nerone tra le rovine della città in fiamme (dipinto di Karl Theodor von Piloty del 1861 ca.)

L'incendio del 3 agosto del 64 d.C., che divampò per sei giorni e sette notti, distrusse gran parte del centro di Roma, compresa la Domus Transitoria sul Palatino. Delle quattordici regioni (quartieri) che componevano la città, tre (la III, Iside e Serapis, attuale Colle Oppio, la XI, Circo Massimo, e la X, Palatino) furono totalmente distrutte, mentre in altre sette rimanevano solo pochi ruderi rovinati dal fuoco.
Nerone, ai tempi imperatore, che sembra avesse assistito alla devastazione da una torre dei Giardini di Mecenate, vale a dire all'estremità orientale della Domus Transitoria, decise di costruire una nuova reggia degna della sua grandezza. La residenza dell'imperatore giunse a comprendere parte del Palatino, la valle del futuro anfiteatro Flavio, fino alle pendici dell'Esquilino, per un'estensione di circa 219 ettari (23 riguardanti il Palatino, 149 l'Esquilino e 47 tra la via Sacra, la valle del Colosseo e parte del Celio) secondo il calcolo del Carandini. Di tutta questa immensa tenuta imperiale, che aveva l'aspetto di una villa marittima, resta oggi solo un settore sul Colle Oppio (lungo circa 300 metri e largo 190). Si tratta di quel padiglione inserito nelle fondamenta delle successive Terme di Traiano.
Numerosi autori moderni concordano nel fatto che, in seguito al terribile incendio del 64, gran parte della Domus Transitoria venne sostituita da una più vasta, la Domus Aurea.
(Svetonio, Nerone, 31.1.)
La maggior parte della superficie era occupata da giardini, con padiglioni per feste o di soggiorno. Al centro dei giardini, che comprendevano boschi e vigne, nella piccola valle tra i tre colli, esisteva un laghetto, in parte artificiale, sul sito del quale sorse più tardi il Colosseo. La vera residenza di Nerone rimase comunque quella dei palazzi imperiali del Palatino, mentre l'edificio sull'Oppio fu adibito a dimora quando prediligeva rimanere negli horti, e gli edifici con vestibulum e stagnum erano utilizzati per le feste, dove riceveva il popolo di Roma.
Nerone s'interessò in ogni dettaglio del progetto, secondo gli Annali di Tacito, e supervisionava direttamente gli architetti Celere e Severo. La domus Aurea fu detestata dalla popolazione, poiché era stata costruita grazie alle spogliazioni dei cittadini più abbienti di Roma e dell'intero impero, depredando i templi di Roma, oltre a quelli di Asia e Grecia, delle loro numerose statue.
Sappiamo, infine, da Tacito che, nel 65 d.C., Gaio Calpurnio Pisone aveva ordito la sua congiura per l'assassinio del princeps, proprio in «quel palazzo odiato, costruito con i frutti delle spoliazioni dei cittadini». Alla congiura presero parte il prefetto del pretorio, Lucio Fenio Rufo, e lo stesso Seneca, il quale fu costretto a togliersi la vita, dopo aver donato all'imperatore le sue proprietà per contribuire alle spese della domus Aurea.
Nel maggio del 66, al termine delle vittoriose campagne armeno-partiche di Corbulone, il re Tiridate I, venne invitato a Roma e qui si recò accompagnato dalla moglie, dai figli suoi e da quelli del re dei Parti (Vologese I), della Media Atropatene (Pacoro II) e dell'Adiabene (Menecrate). Nella capitale dell'impero romano, Nerone lo proclamò re d'Armenia, ponendogli sul capo il diadema, al termine di una processione che sembrava un trionfo. Roma era stata decorata con bandiere, fiaccole, ghirlande e fiori, con una gran folla ovunque per vedere il nuovo re.
(Cassio Dione, LXIII, 4.2.)
Si ebbe poi una celebrazione nel teatro di Pompeo, tutto ricoperto d'oro: 
(Cassio Dione, LXIII, 6.1-2.)
Al termine il re armeno venne invitato nella domus Aurea ad uno spettacolare banchetto, molto probabilmente, come sostiene il Carandini, intorno allo stagno di Nerone, affollato di imbarcazioni, come in precedenza era già avvenuto per altre feste organizzate dal prefetto del pretorio, Tigellino. Svetonio infine racconta che Nerone erogò in favore di Tiridate ottocentomila sesterzi al giorno e quando partì gli regalò oltre cento milioni di sesterzi. L'estate successiva partì per la Grecia, dove saccheggiò ben cinquecento statue a Delfi per ornare la domus Aurea.

### Dopo la morte di Nerone

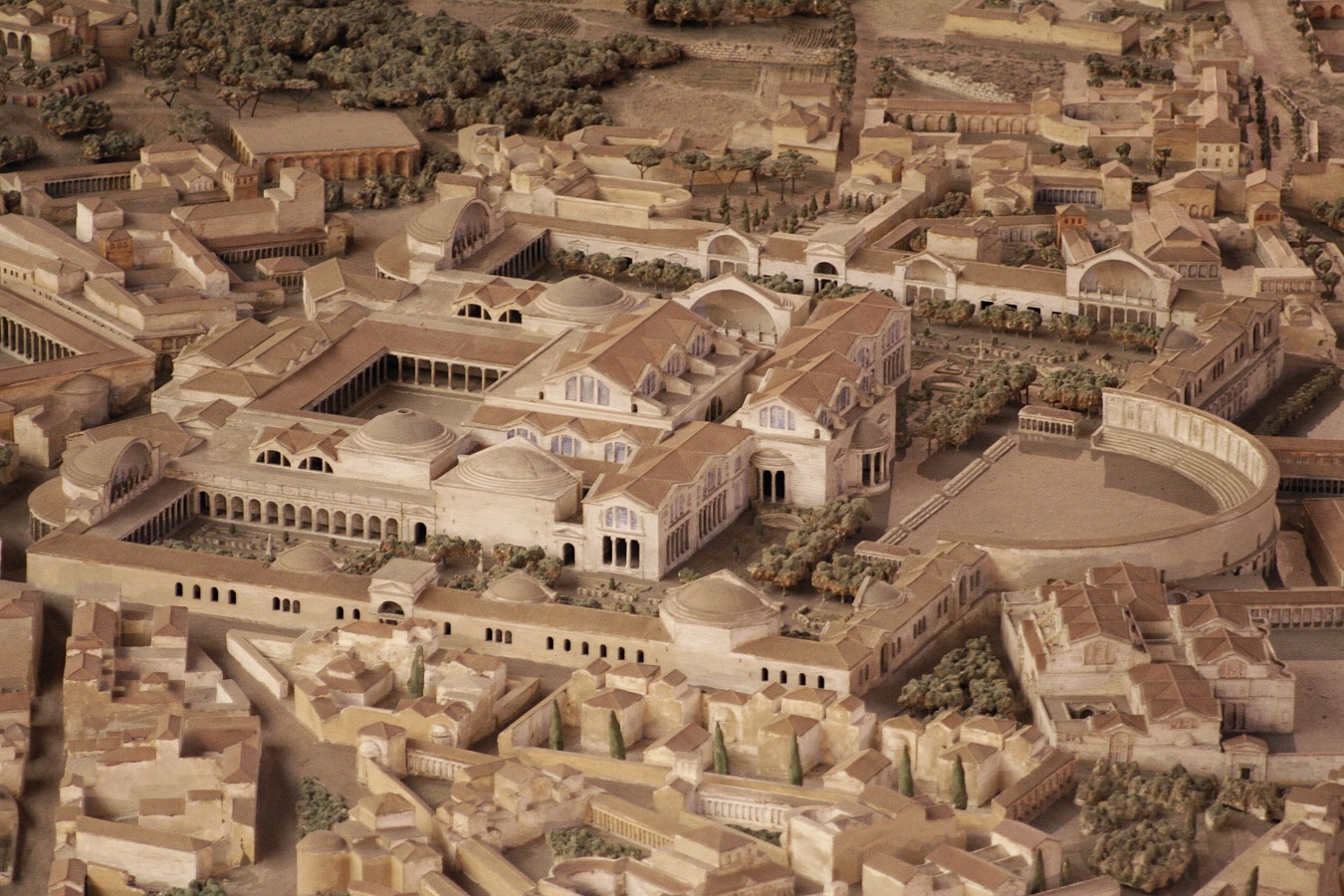
Modellino ricostruttivo delle terme di Traiano (Gismondi), al di sotto delle quali venne interrata la domus Aurea

Dopo la morte di Nerone, il terreno della Domus Aurea venne «restituito al popolo romano» dagli imperatori successivi, se pur non immediatamente, a causa dell'impopolarità e dell'ideologia che l'avevano ispirata. Infatti, Svetonio riferisce che solo Otone proseguì il completamento della Domus Aurea, sostenendo ingenti spese pari a 50 milioni di sesterzi. Vitellio la criticò definendola brutta e spartana, sebbene poi vi andasse ad abitarla, solo dopo essersi ammalato.
Già a partire da Vespasiano si avviò il processo di distruzione della Domus. In circa un decennio la dimora neroniana venne spogliata dei suoi rivestimenti preziosi: Vespasiano utilizzò lo spazio in cui era stato scavato il lago artificiale, drenando le acque e prosciugandolo, oltre a distruggere gli edifici che collegavano il vestibulum con lo stagnum, rasandoli e riempiendoli di macerie per innalzare il terreno per costruire l'Anfiteatro Flavio. Distrusse, inoltre, il Ninfeo sul fianco del Celio e completò il tempio dedicato da Agrippina minore al Divo Claudio. Sempre Vespasiano trasformò il basamento della Domus Tiberiana per far spazio a un edificio termale, mentre il peristilio centrale fu trasformato in un'aula absidata, posta tra due portici laterali.
I cantieri per le terme di Tito erano già stati avviati nel 79, mentre il secondo figlio, Domiziano, fece costruire un nuovo palazzo sul Palatino, inaugurato nel 92, che cancellò gli edifici neroniani e ne inglobò le fondazioni.
Bruciò quasi interamente nell'incendio del 104. E come suggerisce il Carandini: «Questa Versailles dentro Roma era durata non oltre 40 anni». Le terme di Traiano, costruite in seguito all'incendio del 104 (ed inaugurate nel 109), ed il Tempio di Venere e Roma (inaugurato nel 135), furono elevate proprio sul terreno occupato dalla domus Aurea. La prima delle due opere sorse sulle rovine della parte residenziale del colle Oppio, la seconda sul Vestibulum della villa, che forse ne condizionò anche la forma. In quarant'anni, la Domus Aurea fu completamente sepolta sotto nuove costruzioni, ma paradossalmente questo fece in modo che i "grotteschi" dipinti potessero sopravvivere; la sabbia funzionò come le ceneri vulcaniche di Pompei, proteggendoli dal loro eterno nemico, l'umidità. L'architetto di Traiano, Apollodoro di Damasco, utilizzò l'edificio neroniano, colmato di terra, a sostegno delle Terme, per allargarne la platea.

### Epoca moderna e contemporanea

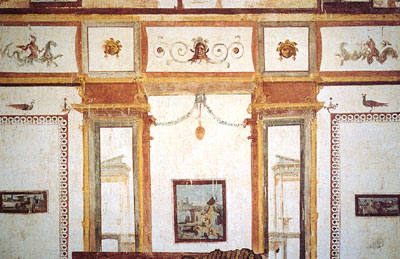
Le grottesche della Domus Aurea

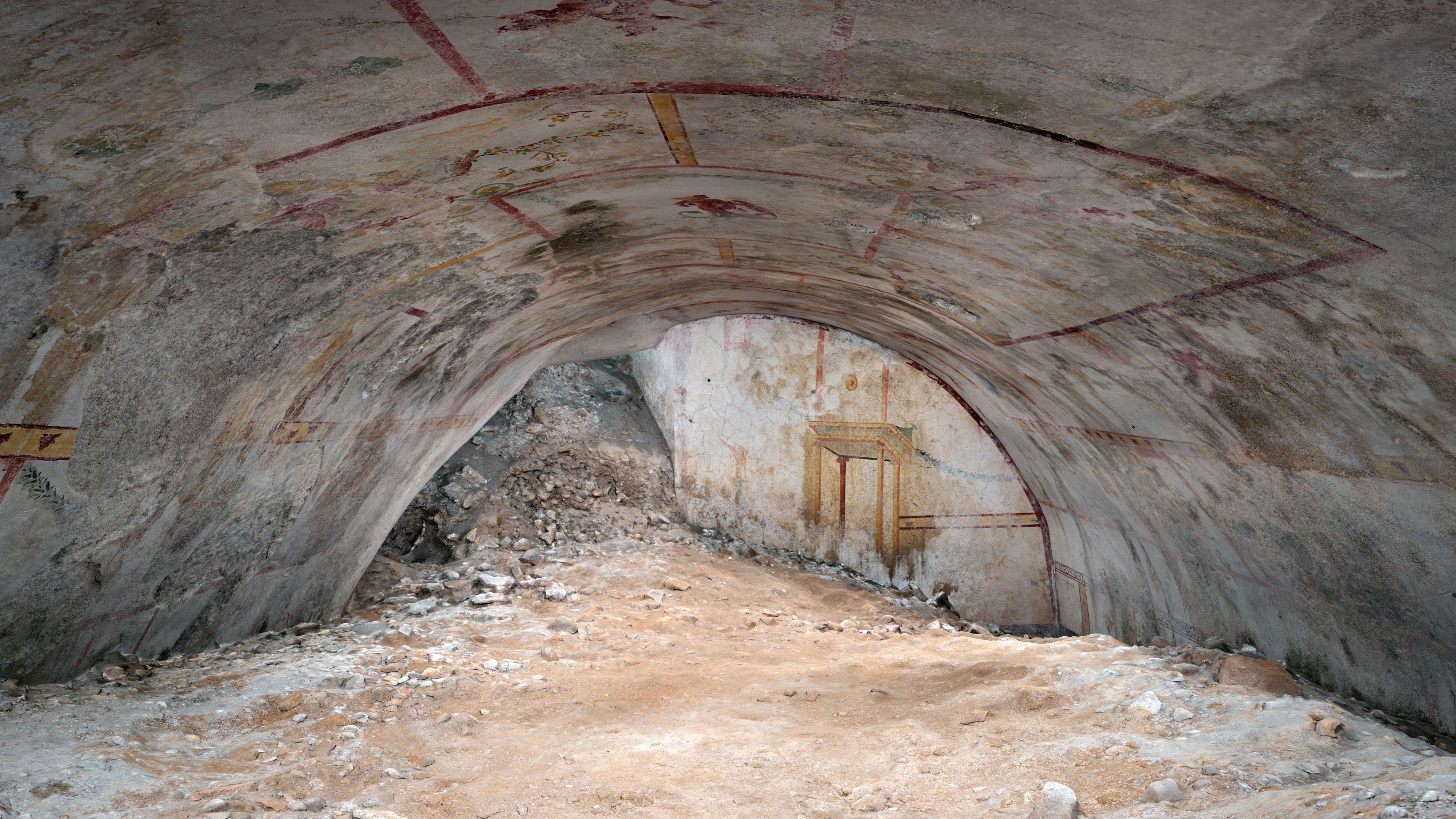
La Sala della Sfinge, scoperta nel 2019

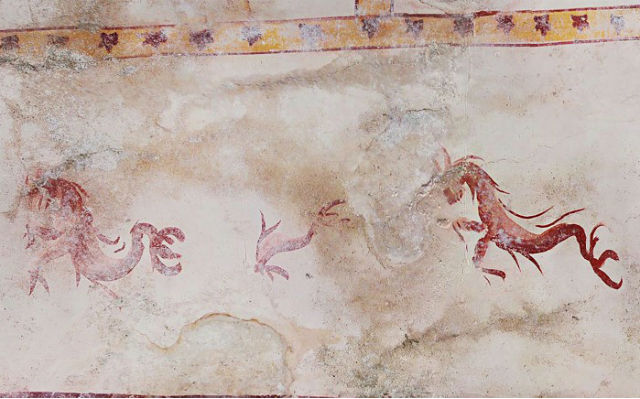
Affresco con centauri nella Sala della Sfinge

Quando, alla fine del XV secolo, un giovane cadde accidentalmente in una buca su un versante del colle Oppio si ritrovò in una strana grotta, ricoperta di figure dipinte. Ben presto gli artisti vollero farsi calare su assi appese a corde per poterle vedere di persona. Gli affreschi allora scoperti, detti per l'appunto a grottesche, oggi sbiaditi in pallide macchie grigie sul gesso, produssero un'enorme influenza per l'intero Rinascimento. Quando il Pinturicchio, Raffaello e Michelangelo si calarono sotto terra per studiare queste immagini, ebbero una rivelazione del mondo antico. Artisti, come Marco Palmezzano, che lavoravano a Roma in quegli anni si diedero quindi a diffondere anche nel resto d'Italia tali grottesche.
Oltre alle firme di illustri e successivi visitatori, come Giacomo Casanova e il Marchese de Sade, incise sugli affreschi a poca distanza tra loro, si possono leggere anche i nomi di Domenico Ghirlandaio, Martin van Heemskerck, e Filippino Lippi.
L'effetto sugli artisti rinascimentali fu istantaneo e profondo: lo si può notare in maniera esplicita nelle decorazioni di Raffaello nelle logge nel Vaticano. Nel Rinascimento la domus dell'Oppio fu impropriamente chiamata palazzo di Tito a causa dell'erronea identificazione delle terme di Traiano con le terme di Tito.
La scoperta provocò anche l'ingresso dell'umidità nelle sale, e questo avviò un processo di lento e inevitabile decadimento. Alla pioggia fu attribuito invece il più recente crollo di una parte del soffitto. La riapertura del complesso, chiuso subito dopo un lungo periodo, non ha del tutto risolto i fattori di rischio legati al traffico, alle radici degli alberi del giardino e altri problemi riguardanti l'area che comunque non hanno impedito di proseguire lo scavo e l'esplorazione del sito.
Nel maggio 2019, durante lavori di restauro, gli archeologi del Parco Archeologico del Colosseo hanno casualmente scoperto un ambiente mai esplorato prima. Si tratta di una stanza a volta alta 4,5 metri, dalle pareti decorate con affreschi ben conservati e raffiguranti il dio Pan, pantere e una sfinge, da cui il nome di Sala della Sfinge.

## Descrizione

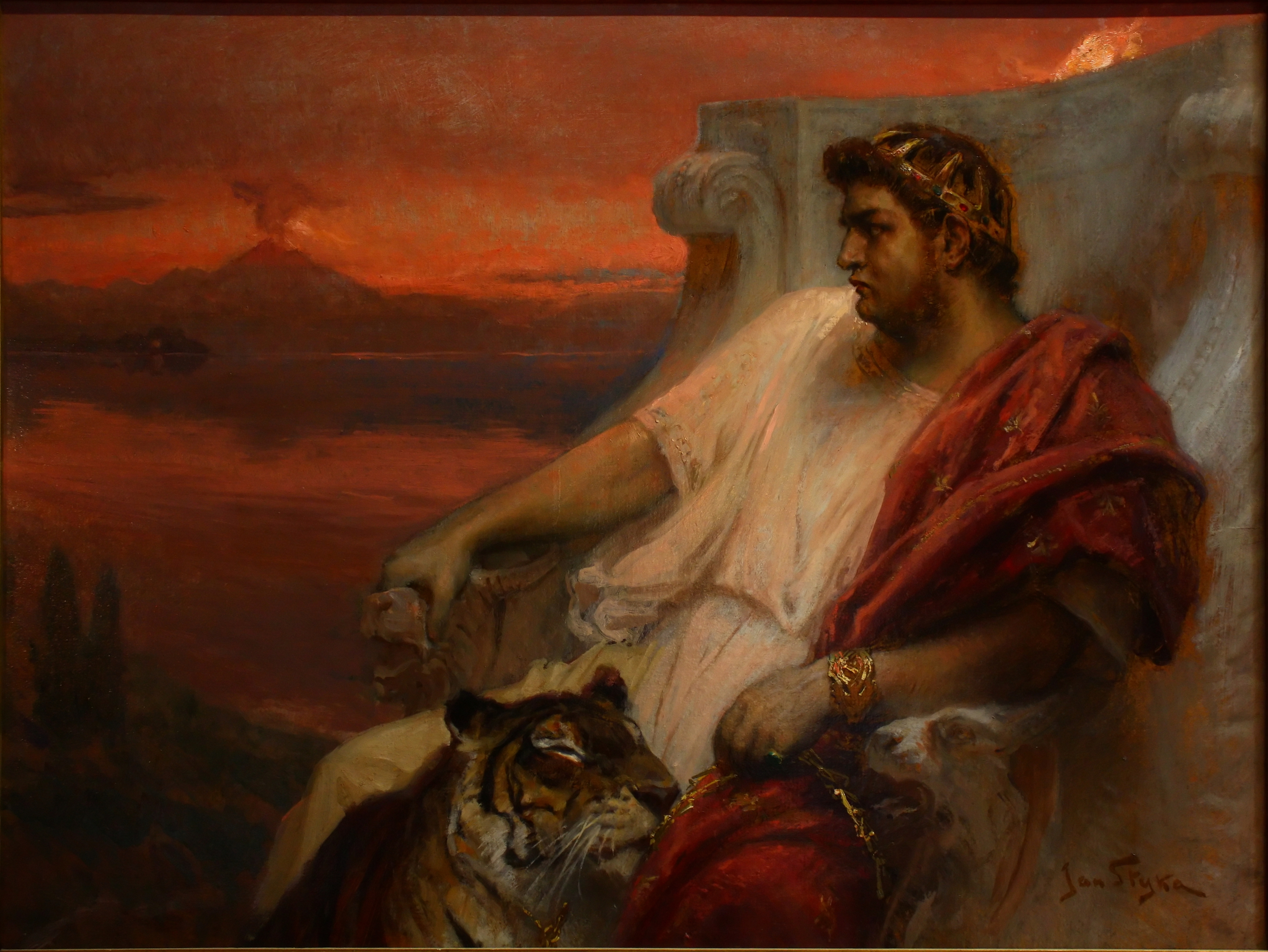
L'imperatore Nerone a Baia, dove sembra abbia progettato la costruzione della Domus Aurea sull'esempio di alcune ville romane di quel tratto di costa (olio su tela di Jan Styka).

Il progetto della Domus Aurea sembra sia ispirato alla villa marittima campana, le cui principali caratteristiche erano costituite da una distribuzione sparsa degli edifici, inseriti in un paesaggio con viste panoramiche sul mare tramite terrazze, giardini e portici. L'ispirazione sembra fosse dovuta in particolare all'ambiente di Baia, la più rinomata località residenziale del mondo romano, nel quale erano presenti numerose e lussuose ville, impianti termali e luoghi di piacere. Il Carandini aggiunge che la domus di Nerone era una villa che si affacciava su di un "mare" artificiale, lo stagnum, luogo di perdizione della nobilitas, dove si svolgevano i festini su imbarcazioni di piacere (cumbae). Del resto confrontando una villa di Baia, si nota la notevole somiglianza con il padiglione sull'Oppio, compreso lo xystus della parte meridionale.
La Domus Aurea, realizzata dagli architetti Severo e Celere sotto la diretta supervisione di Nerone («i quali con il loro ingegno e l'ardire realizzavano con l'arte ciò che la natura non aveva concesso»), era innanzitutto un intervento sul paesaggio, plasmato con prati, campi, vigneti, boschi, bacini d'acqua e con la realizzazione di domus, padiglioni e ninfei.
(Tacito, Annali, XV, 42.1.)
(Svetonio, Nerone, 31.1.)
La villa comprendeva le alture del Palatino, della Velia, dell'Oppio, parte dell'Esquilino (fino agli Horti Maecenatis, che, pur non facenti parte del corpo principale della domus, ne costituivano un annesso, in quanto lasciati in eredità ad Augusto alla morte di Mecenate), la parte nordoccidentale del Celio (corrispondente al podio del tempio del Divo Claudio, riconvertito in ninfeo) e lo specchio d'acqua compreso tra queste alture, dove poi sarà edificato l'anfiteatro Flavio. Il fulcro della villa era proprio costituito da questo stagno.
L'accesso principale alla villa avveniva dal Foro romano, in prossimità dell'Atrium Vestae; l'accesso avveniva tramite un enorme Vestibulum, dominato dalla statua colossale raffigurante Nerone posta sulla sommità della Velia, il Colosso. Svetonio aggiunge nella descrizione della villa che:
(Svetonio, Nerone, 31.2.)
E Seneca aggiunge che la nuova reggia 
(Seneca, Epistole morali, 115.12.)
Sebbene gli edifici sul Palatino, tra cui la Domus Tiberiana, fossero considerati parte della Domus, essi erano probabilmente utilizzati come uffici e foresterie per gli ospiti.
Plinio afferma che, il teatro di Pompeo costituiva «piccola cosa rispetto alla Domus Aurea che abbracciava tutta Roma!» e che «in due occasioni abbiamo potuto vedere le case dei principi, Gaio e Nerone, avere un'estensione tale da circondare l'intera città [di Roma]». Marziale si lamentava del fatto che una sola casa (Domus) occupasse l'intera città, mentre circolavano i versi satirici riportati da Svetonio che recitavano: 
(Svetonio, Nerone, 39.2.)
Il Carandini sostiene che la domus Aurea non era altro che il proseguimento della costruzione (progettata e in parte già realizzata prima dell'incendio del 64 d.C.) della domus Transitoria (da non confondersi con quella sul Palatino). Il Coarelli sostiene infatti che Nerone, tra il 54 e il 64 d.C., abbia fatto costruire questa «casa di passaggio», poiché aveva la funzione di collegare i possessi imperiali del Palatino con quelli dell'Esquilino (Horti Maecenatis). Facevano parte, oltre ai due corpi principali (il primo posto tra vestibulum e stagnum; il secondo sul monte Oppio), anche: 
- la Via Sacra con i suoi portici ed i giardini ai suoi lati;[14][54]
- il tempio del Divo Claudio, dotato da Nerone di un enorme ninfeo, che riforniva il vicino stagnum;[54]
- i vari complessi della prefettura urbana sulla Velia, e della prefettura al pretorio, posizionata nella casa già di Servio Tullio, divenuta poi dimora di Seiano;[1][54][55]
- gli horti Maecenatis, compreso il complesso architettonico dell'Auditorium Maecenatis e della turris Maecenatiana, da cui Nerone assistette all'incendio del 64 d.C.[1][11]

Le teorie sulla domus Aurea vera e propria sarebbero due:
1. la prima, rappresenta quella tradizionale e più accettata, che crede che l'edificio residenziale fosse uno soltanto, quello sull'Esquilino (seppellito sotto le terme di Traiano);
2. la seconda, è stata esposta recentemente dal Carandini, il quale ritiene che gli edifici residenziali fossero due. Quello principale si trovava tra il vestibulum e lo stagnum, quello secondario sull'Esquilino-Oppio. Si tratterebbe di due complessi, disposti uno dietro l'altro, il cui scopo era appunto, quello di collegare (domus Transitoria) i palazzi imperiali del Palatino con gli horti Maecenatis. Nell'interpretazione del Carandini la parte costituita da "vestibolo e stagno" rappresenterebbe la parte pubblica, mentre quella sull'Oppio-Esquilino, la parte privata.[54]

### Il corpo principale
Riguardo alla parte principale, quella pubblica (publica), il Carandini prova ad interpretare il famoso passo di Svetonio, che vedrebbe questa parte suddivisa in: 
- un vestibulum, all'interno del quale troviamo il famoso colossus;
- una porticus triplex, lungo un miglio romano;
- uno stagnum circondato da edifici a forma di città;
- una campagna costituita da campi, vigneti, pascoli e boschi con moltissimi animali.[57]

Vestibolo e Colosso
Attorno alla Domus Aurea vi era un porticato che, come riferisce Svetonio, era a tre ordini di colonne e misurava complessivamente un miglio (1.482 metri). Dal Clivus Palatinus verso est si estendeva il Vestibulum, o cortile d'ingresso, ubicato sulla sommità della Velia, che costituiva l'accesso principale al complesso della Domus Aurea, accesso che avveniva dal Foro Romano.
Nerone commissionò una colossale statua in bronzo di 119-120 piedi (pari a circa 35 metri), raffigurante se stesso, vestito con l'abito del dio-sole romano Apollo, il Colossus Neronis, che fu posto al centro del Vestibulum. Fu commissionato, secondo quanto ci tramanda Plinio il Vecchio, allo scultore greco Zenodoro.
La statua bronzea si ispirava probabilmente al Colosso di Rodi, e rappresentava Nerone come il dio Sole, con il braccio destro in avanti (appoggiato, in epoca commodiana ad una clava, e successivamente ad un timone), il braccio sinistro piegato per reggere un globo terrestre. Sulla testa portava come copricapo una corona composta da sette raggi, lunghi ciascuno 6 metri. Queste raffigurazioni ci sono state tramandate attraverso le monete di Alessandro Severo e Gordiano III.
In seguito, il colosso fu riadattato con le teste di vari imperatori successivi (oppure con il dio Sole da parte di Vespasiano o con Ercole sotto Commodo), prima che Adriano lo spostasse per far posto al tempio di Venere e Roma. Contemporaneamente il Vestibulum fu distrutto.
La statua venne probabilmente distrutta durante le prime invasioni gotiche (410 d.C.), ma fu ricordata per tutto il medioevo, tanto da dare nome di "Colosseo" al vicino anfiteatro Flavio. Nel 1933 venne, infine, demolito il suo basamento in mattoni, fatto costruire da Adriano per il suo spostamento dal Vestibulum.
Stagno con portico e Cenatio
Nell'avvallamento compreso fra Velia, Celio e Oppio probabilmente già esisteva uno stagno naturale alimentato da un piccolo corso d'acqua che scorreva tra Celio e Oppio. Nerone monumentalizzò il bacino, circondandolo di edifici, tanto che Svetonio lo comparava a un mare circondato da una città. Inoltre, incrementò l'afflusso di acqua facendovi giungere acqua dell'Aqua Claudia tramite il ninfeo posto sul fianco del podio del tempio del Divo Claudio, sul Celio.
Era al centro della Domus Aurea e sicuramente ne era uno degli elementi più caratteristici. Sembra che fu la prima parte della Domus Aurea ad essere distrutta da Vespasiano probabilmente per ridestinare l'acqua dell'acquedotto di Claudio all'uso pubblico. Vespasiano drenò il bacino e sul suo sito edificò l'Anfiteatro Flavio.
Nella parte occidentale di quest'area, dove più tardi fu eretto il tempio di Venere e Roma, è stato rinvenuto agli inizi degli anni 2000 un nucleo edilizio, destinato a sorreggere una serie di terrazze che fungevano da collegamento tra il vestibolo e lo stagno, e che alcuni hanno ipotizzato di epoca neroniana. Era costituito da un ambiente circolare coperto a cupola, preceduto da un portico tetrastilo, a cui si accedeva da un lungo criptoportico.

### Il corpo sull'Oppio

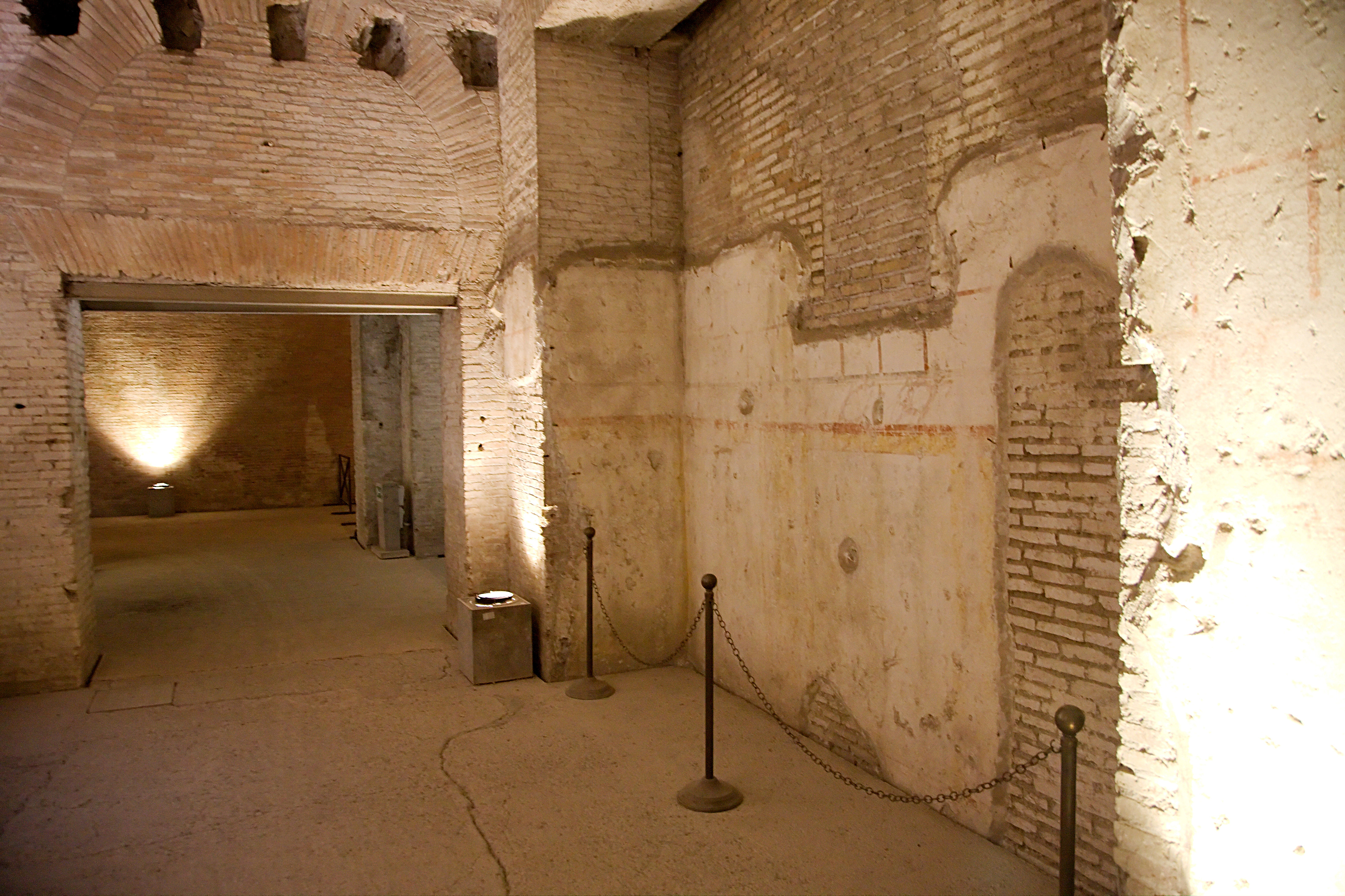
La domus Aurea sull'Oppio

Questa parte della residenza si trovava sull'Oppio. Era costituita da un padiglione indipendente, ricoperto in seguito dalle terme di Traiano e tuttora visitabile. Si trattava della parte privata. Il Carandini interpreta così il famoso passo di Svetonio, che vede questo padiglione descritto nel modo seguente: 
- era rivestito d'oro, gemme e madreperla;[57]
- era constituito da sale per banchetti (cenationes) dai soffitti eburnei e mobili per riversare fiori sugli invitati;[57]
- aveva al suo interno "sala da banchetto" principale (cenatio principalis), di forma rotonda (rotunda), che sembra ruotasse continuamente, come l'universo, che il Carandini posiziona però nell'edificio residenziale tra vestibolo e stagno, sul quale si affacciava;[47][57]
- era infine dotata di bagni con acqua normale e sulfurea.[57]

Questa domus, costruita in mattoni e in pietra nei pochi anni tra l'incendio e la morte di Nerone nel 68, era celebre non solo per gli estesi rivestimenti in oro colato che le diedero il suo nome, ma anche per i soffitti stuccati incrostati di pietre semi-preziose e lamine d'avorio. Plinio il Vecchio assistette alla sua costruzione
La parte conservata al di sotto delle successive terme di Traiano sul colle Oppio era essenzialmente una villa per feste, con 300 stanze e non una camera da letto e neppure sono state scoperte cucine o latrine. Le camere rivestite di marmo finemente levigato componevano intricate planimetrie, composte di nicchie ed esedre che concentravano o disperdevano la luce del sole. V'erano piscine sui vari piani, e fontane nei corridoi.

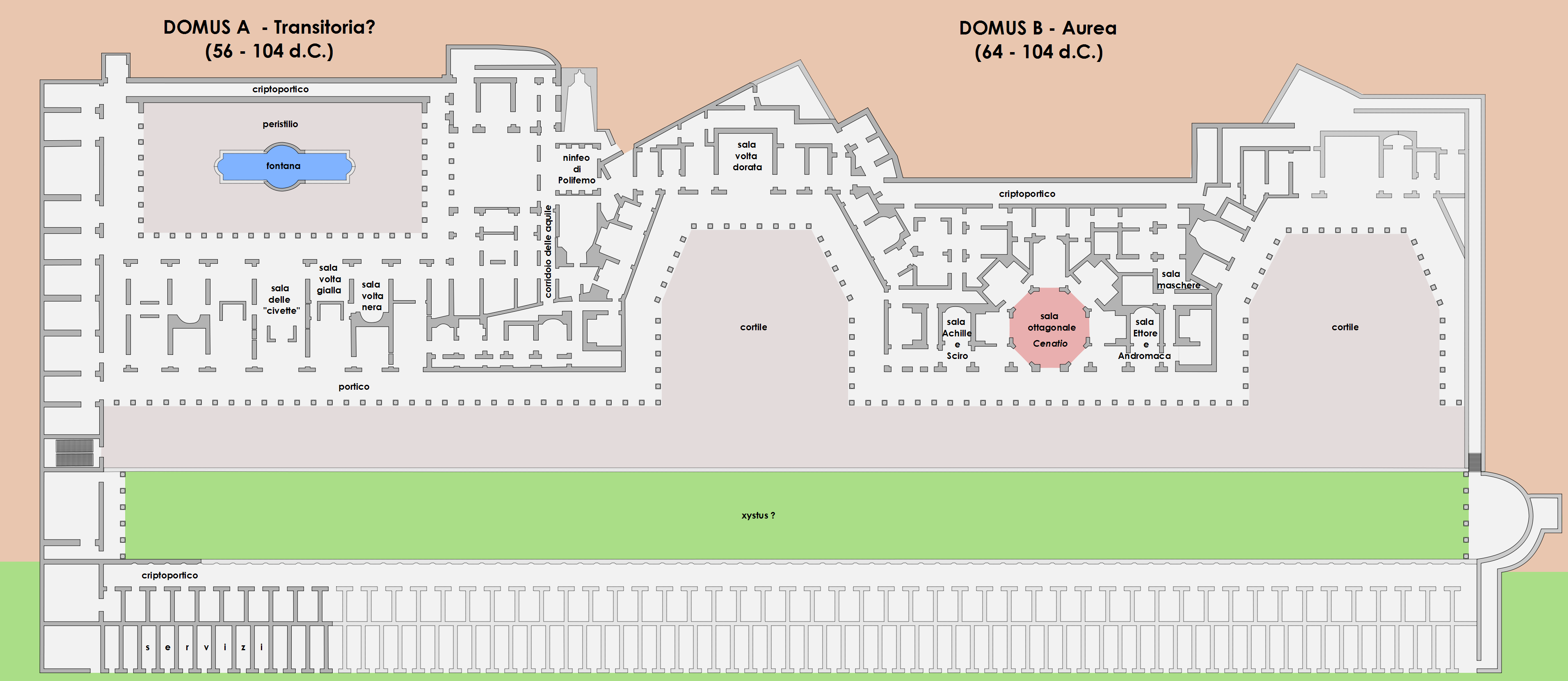
Domus Aurea: il padiglione sul colle Oppio

### Strutture secondarie

#### Ninfeo di Nerone e tempio di Claudio

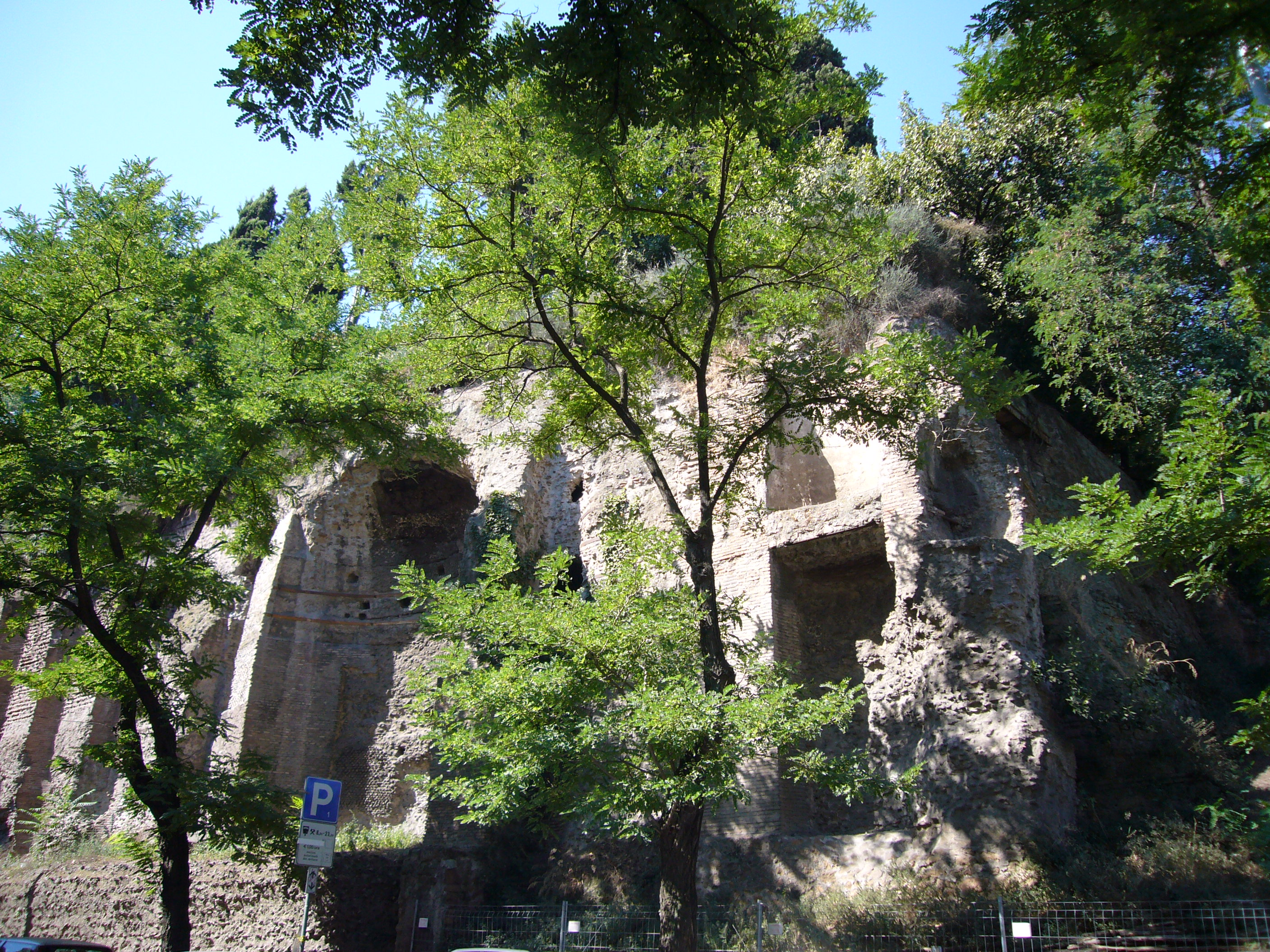
Roma, costruzioni del tempio del Divo Claudio e ninfeo di Nerone su via Claudia

Addossato alla parete nord-orientale del podio del tempio del Divo Claudio sul Celio, Nerone fece edificare un grande ninfeo scenografico, che poteva essere visto dall'ala del palazzo sull'Esquilino.
Il Ninfeo era costruito in calcestruzzo e rivestito di marmo. Per tutta la lunghezza (misurava 167 metri in lunghezza e 11 metri in altezza), il Ninfeo era decorato con colonne, nicchie e numerose fontane, alimentate con l'acqua proveniente dall'Arcus Neroniani, una diramazione lunga 2 km dell'Aqua Claudia fatta realizzare da Nerone stesso.
Il Ninfeo doveva essere simile alla fontana che Nerone aveva nella sua sala da pranzo nel palazzo sul Palatino, composta cioè da un complesso schema di colonne e caratterizzata da marmi colorati. Il Ninfeo però era 12 volte maggiore rispetto alla fontana.
Dopo la morte di Nerone, le opere di costruzione della Domus Aurea si fermarono e parti del palazzo furono demolite. Non è chiaro se il Ninfeo sia mai stato completato, ma quello che è oggi visibile è quanto è stato risparmiato dalla ripresa dei lavori di costruzione del tempio del Divo Claudio.
Già al termine del I secolo d.C., davanti al Ninfeo era sorto un gran numero di edifici e fu realizzata una scala che dava accesso alla parte superiore della collina.
I ruderi del Ninfeo furono rinvenuti nel 1880, durante la costruzione della moderna Via Claudia. Si conserva solo il nucleo di calcestruzzo, composto da sette nicchie alternativamente semicircolari e quadrate, delle quali la centrale - quadrata - è più ampia e presenta un'abside, mentre tutto il rivestimento marmoreo è stato rimosso.

#### Strutture minori
Sappiamo da Plinio il Vecchio che, dopo l'incendio del 64, il Tempio della Fortuna di Seiano, inglobato all'interno della Domus Aurea, venne ricostruito con una pietra chiamata phengites. Si trattava di un alabastro proveniente dalla Cappadocia. La residenza di Seiano sull'Esquilino era sorta sulla più antica casa del re Servio Tullio.

## Strutture successive di epoca romana
In seguito alla Damnatio memoriae di Nerone ed all'incendio della parte della domus sul colle Oppio, le superfici prima appartenenti alla Domus Aurea furono destinate a nuovi utilizzi, demolendo o sotterrando edifici (ad esempio il Vestibulum e lo stesso padiglione sul colle Oppio), colmando lo stagno per edificare un anfiteatro, aprendo nuovamente l'area alla viabilità ordinaria, permettendo così il ricongiungimento dei quartieri centrali con quelli più esterni del Celio e dell'Esquilino. Anche il Palatino fu oggetto di nuovi interventi edilizi, con la costruzione del palazzo di Domiziano. Sul Celio fu completato il tempio del divo Claudio, mentre sull'Oppio furono edificate prima le terme di Tito e poi le terme di Traiano. Sulla Velia, in luogo del Vestibulum, Adriano edificò il tempio di Venere e Roma. Nella valle fra i colli, in prossimità dell'anfiteatro Flavio furono pure edificati i Ludi, palestre per l'allenamento dei gladiatori, dei quali il più celebre era il Ludus Magnus.

### Colosseo

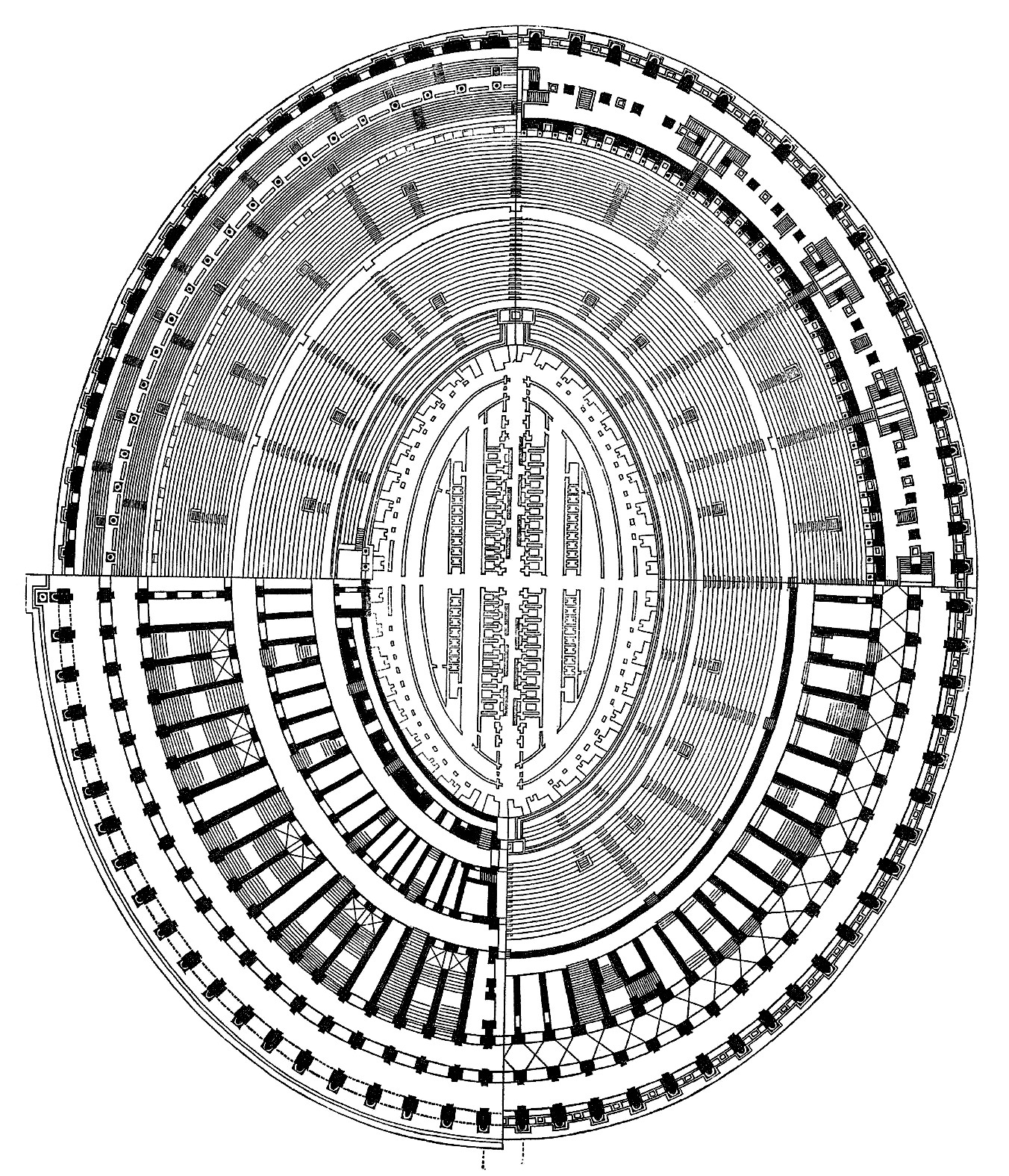
Pianta dell'anfiteatro Flavio

Nel 72 l'imperatore Vespasiano, della dinastia flavia, fece avviare i lavori di costruzione di un nuovo anfiteatro nella vallata tra la Velia, il colle Oppio e il Celio, in cui si trovava lo stagnum della Domus Aurea, citato dal poeta Marziale. L'edificio era il primo grande anfiteatro stabile di Roma, dopo due strutture minori o provvisorie di epoca giulio-claudia (l'amphiteatrum Tauri e l'amphiteatrum Caligulae) e dopo ben 150 anni dai primi anfiteatri in Campania. I lavori furono finanziati, come altre opere pubbliche del periodo, con il provento delle tasse provinciali e il bottino del saccheggio del tempio di Gerusalemme (70 d.C.).
Lo specchio d'acqua fu ricoperto da Vespasiano con un gesto "riparatorio" contro la politica del "tiranno" Nerone che aveva usurpato il terreno pubblico, destinandolo ad uso proprio, rendendo così evidente la differenza tra il vecchio ed il nuovo principato. Vespasiano fece dirottare le Aquae Neronianae nell'acquedotto per uso civile, bonificò il lago e vi fece gettare delle fondazioni, più resistenti nel punto in cui sarebbe dovuta essere edificata la cavea.
Le fondazioni sono costituite da una grande platea in tufo di circa 13 m di spessore, foderata all'esterno da un muro in laterizio. Sopra la platea fu posta una piattaforma in travertino, sopraelevata rispetto all'area circostante, su cui fu edificato l'anfiteatro.
La struttura portante è costituita da pilastri in blocchi di travertino, collegati da perni: dopo l'abbandono dell'edificio si cercarono questi elementi metallici per fonderli e riutilizzarli, scavando i blocchi in corrispondenza dei giunti: a questa attività si devono i numerosi fori ben visibili sulla facciata esterna. I pilastri erano collegati da setti murari in blocchi di tufo nell'ordine inferiore e in laterizio superiormente. La struttura era sorretta da volte e archi, sfruttati al massimo per ottenere sicurezza e praticità. All'esterno è usato il travertino, come nella serie di anelli concentrici di sostegno alla cavea. In queste pareti anulari si aprono vari archi, decorati da paraste che li inquadrano. Le volte a crociera (tra le più antiche del mondo romano) sono in opus caementicium e spesso sono costolonate tramite archi incrociati in laterizio, usato anche nei paramenti. I muri radiali, oltre i due ambulacri esterni, sono rafforzati da blocchi di tufo.
Vespasiano vide la costruzione dei primi due piani e riuscì a dedicare l'edificio prima della propria morte nel 79.

### Terme di Tito
Le terme di Tito furono costruite dall'imperatore Tito nell'80, all'epoca dell'inaugurazione del Colosseo, e portate a termine sotto il principato di Domiziano. Erano state progettate inizialmente come riadattamento ad uso pubblico dei grandiosi bagni privati della Domus Aurea neroniana, in coerenza col programma imperiale di restituzione al popolo romano degli spazi urbani che Nerone aveva espropriato. Una pianta del Palladio costituisce l'unico documento di come fossero queste terme.

### Terme di Traiano

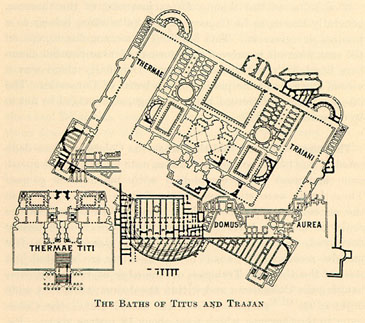
Pianta che mostra la disposizione delle Terme di Traiano e di quelle di Tito rispetto alla Domus Aurea sull'Oppio

Le terme di Traiano furono erette, a pochi anni dall'incendio della Domus Aurea (104 d.C.), dall'architetto Apollodoro di Damasco, impegnato negli stessi anni anche nella realizzazione del foro e dei mercati di Traiano; furono concluse nel 109 d.C. da Traiano, che le inaugurò il 22 giugno. Furono le prime "grandi terme" di Roma e, all'epoca, erano il più grande edificio termale esistente al mondo.
Alcune fonti tardo antiche e alto medievali attribuiscono buona parte della costruzione delle terme a Domiziano (81-96 d.C.), ma la datazione all'età traianea è, però, confermata dai numerosi bolli laterizi rinvenuti a più riprese nell'area. Le terme erano ancora in uso nel IV o V secolo d.C., quando esse furono adornate di statue dal praefectus urbis Felice Campaniano. Si ritiene che il complesso abbia perso la sua funzione termale dopo il taglio degli acquedotti effettuato nel 537 d.C. da Vitige, re dei Goti, per costringere Roma alla resa.
La costruzione delle Terme di Traiano fu eseguita intervenendo su un'area urbana di oltre sei ettari, parte della quale corrispondeva al padiglione esquilino della Domus Aurea. Anche le terme di Tito e altre strutture rinvenute nell'angolo sud-occidentale furono interessate dalla realizzazione delle terme. Tutti gli edifici preesistenti erano caratterizzati da un orientamento nord-sud, a differenza delle terme di Traiano, che sono disposte su un asse nordest/sudovest e sono ruotate di 36° rispetto all'orientamento nord/sud dell'edilizia preesistente, per sfruttare al massimo la luce e il calore solare, garantendo al calidarium il massimo irraggiamento tra il mezzogiorno e il tramonto.
In seguito al grave incendio, databile intorno al 104 d.C., che colpì la famosa residenza di Nerone, Apollodoro demolì tutto ciò che rimaneva dei piani superiori del complesso, lasciando soltanto i locali del piano terreno che usò come basamento per le future terme. Contestualmente ordinò la demolizione e l'interramento di numerosi edifici adiacenti, in modo da ottenere una vasta area sulla quale poter realizzare l'impianto termale. Proprio queste operazioni di demolizioni e interramento hanno sigillato e salvaguardato una buona parte della Domus Aurea e del quartiere pretraianeo.

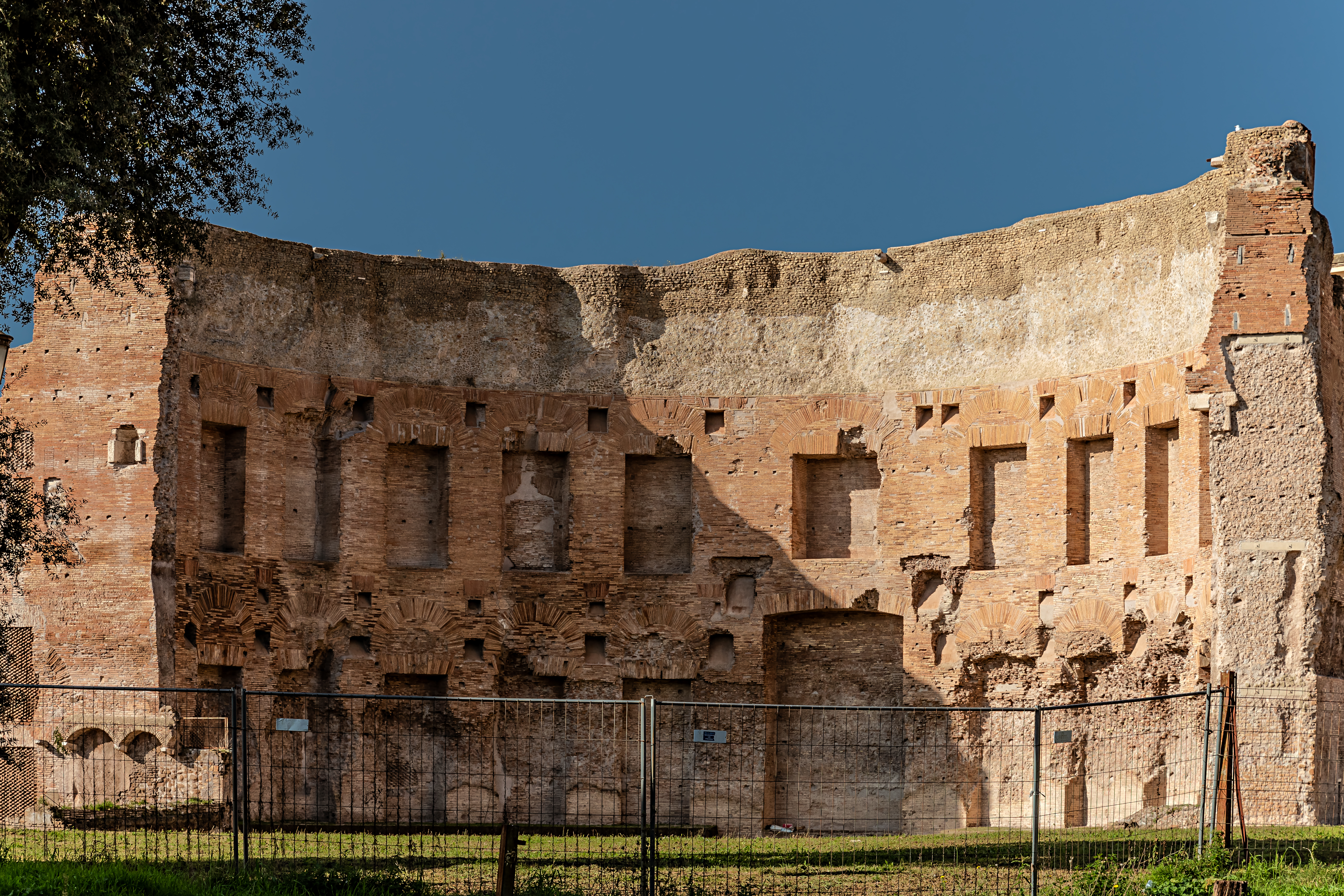
Resti delle terme di Traiano

Le terme di Traiano appartengono al cosiddetto "Grande Tipo Imperiale". L'impianto termale era composto da due parti principali: gli edifici del recinto e il corpo centrale. Il recinto (330 × 315 m), probabilmente un'invenzione dell'architetto Apollodoro, delimitava la piattaforma sulla quale era costruito il complesso: esso era rettangolare, porticato su tre lati, con ambienti destinati ad attività sociali e culturali, e racchiudeva al suo interno un'ampia area verde scoperta, identificata con una grande palestra (xystus o palaestra).. Il recinto terminava con un'imponente esedra al centro del lato sudoccidentale, sopra i resti della Domus Aurea. All'interno essa era fornita di gradinate a guisa di un teatro e può darsi che servisse per assistere alle gare ginniche che si svolgevano nello xystus.
L'ingresso monumentale alle terme si trovava al centro del lato settentrionale e si apriva con una sorta di propileo. Altri accessi al complesso erano localizzati nel recinto ed erano costituiti da scale, necessarie per superare il dislivello tra il piano del quartiere circostante e quello del nuovo edificio. Tra i resti pertinenti al recinto, visibili nel Parco del Colle Oppio, c'è una sala bi-absidata sul lato settentrionale del complesso, orientata come la Domus Aurea. Altre esedre più piccole, invece, si aprivano nel perimetro: due di queste erano poste negli angoli settentrionali. Ciascuna di esse era costituita da due strutture semicircolari e concentriche. La loro funzione è ancora incerta. L'esedra nordorientale è quella meglio conservata: tradizionalmente interpretata come ninfeo con fontane, essa presenta lungo la parete undici nicchie alternativamente rettangolari e semicircolari, ed è coperta da una semicupola decorata a cassettoni ottagonali e triangolari.

### Tempio di Venere e Roma

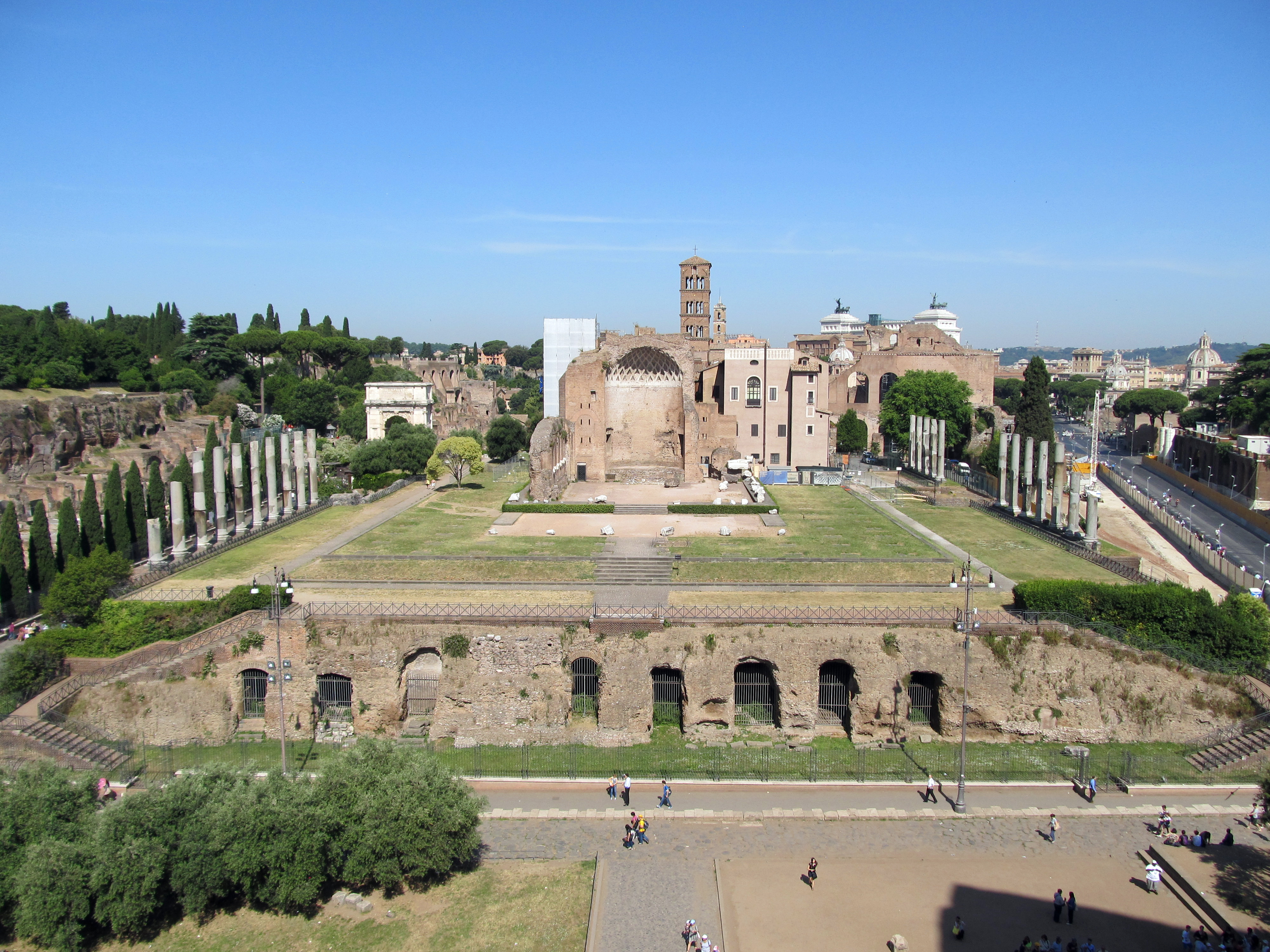
Resti del tempio di Venere e Roma

Dove si trovava il sito del vestibulum, l'atrio della Domus Aurea, l'imperatore Adriano decise la costruzione del Tempio di Venere e Roma. Il nuovo edificio fu edificato su un podio artificiale di 145 x 100 metri. Fu inaugurato il 21 aprile del 135 d.C. Ideatore fu lo stesso imperatore. Si procedette così a spostare la statua colossale di Nerone nei pressi dell'anfiteatro Flavio con l'aiuto di ventiquattro elefanti, dedicandola ora al dio Sole.

## Archeologia attuale dell'area
Di tutto il complesso della Domus Aurea le parti sopravvissute alla distruzione successiva alla morte di Nerone e tuttora visibili sono:
- il padiglione sottostante le Terme di Traiano sul colle Oppio (la Domus Aurea per antonomasia),
- le opere murarie del ninfeo di Nerone sul Celio (liberamente visibili lungo via Claudia),
- un tratto dell'Arcus Neroniani, l'acquedotto sul Celio da cui derivava l'acqua dell'Aqua Claudia per il complesso neroniano (arcate visibili lungo via Santo Stefano Rotondo e in Piazza della Navicella).

Il padiglione sotto le terme di Traiano, sebbene in restauro, è visitabile nei fine settimana previa prenotazione.

## Opere d'arte
Ovunque erano presenti sculture di artisti famosi, tra cui alcune di Prassitele o i famosi gruppi pergameni come quello dei Galati (dei quali ci sono pervenute le copie in marmo: il «Galata suicida» e il «Galata morente»), depredati da Nerone durante il suo viaggio in Grecia ed Asia. Le stanze poi erano affrescate dal pittore Fabullo, i cui colori erano vivaci e luminosi, dove il bianco era il colore dominante. L'oro, le pietre preziose, i marmi e i mosaici attribuivano all'edificio una ricchezza di decorazioni accecante. Erano quindi rappresentati sulle pareti e sui soffitti a volta, paesaggi, animali, trofei e scene mitologiche.
La famosa statua della Venere kallipige (da kalòs = bello; e pyghè = sedere) è una replica romana di un originale ellenistico di II secolo a.C., rinvenuta a Roma nella Domus Aurea, facente parte della Collezione Farnese, oggi esposta nel Museo archeologico nazionale di Napoli (inv. 6020). Il nome attribuito erroneamente a questa statua, si riferiva invece in antico ad un'altra statua esposta in un tempio a Siracusa. Questa opera, per il suo carattere malizioso e leggero, viene inquadrata nel cd. "rococò ellenistico". La dea, in procinto di bagnarsi, solleva la pesante veste e si volge indietro per guardare la sua splendida nudità posteriore che si rispecchia nell'acqua. Seppure integrata dall'Albacini nella testa e nella spalla, tuttavia l'immagine è corretta come ci viene attestato da gemme e statuette in bronzo.
La statua del gruppo del Laocoonte fu trovata il 14 gennaio del 1506 scavando in una vigna sul colle Oppio di proprietà di Felice de Fredis, nelle vicinanze della Domus Aurea di Nerone: l'epitaffio sulla tomba di Felice de Fredis in Santa Maria in Aracoeli ricorda l'avvenimento. Plinio il Vecchio raccontò di aver visto il Laocoonte nella Domus Titi, che il Carandini identifica con gli horti Maecenatis.

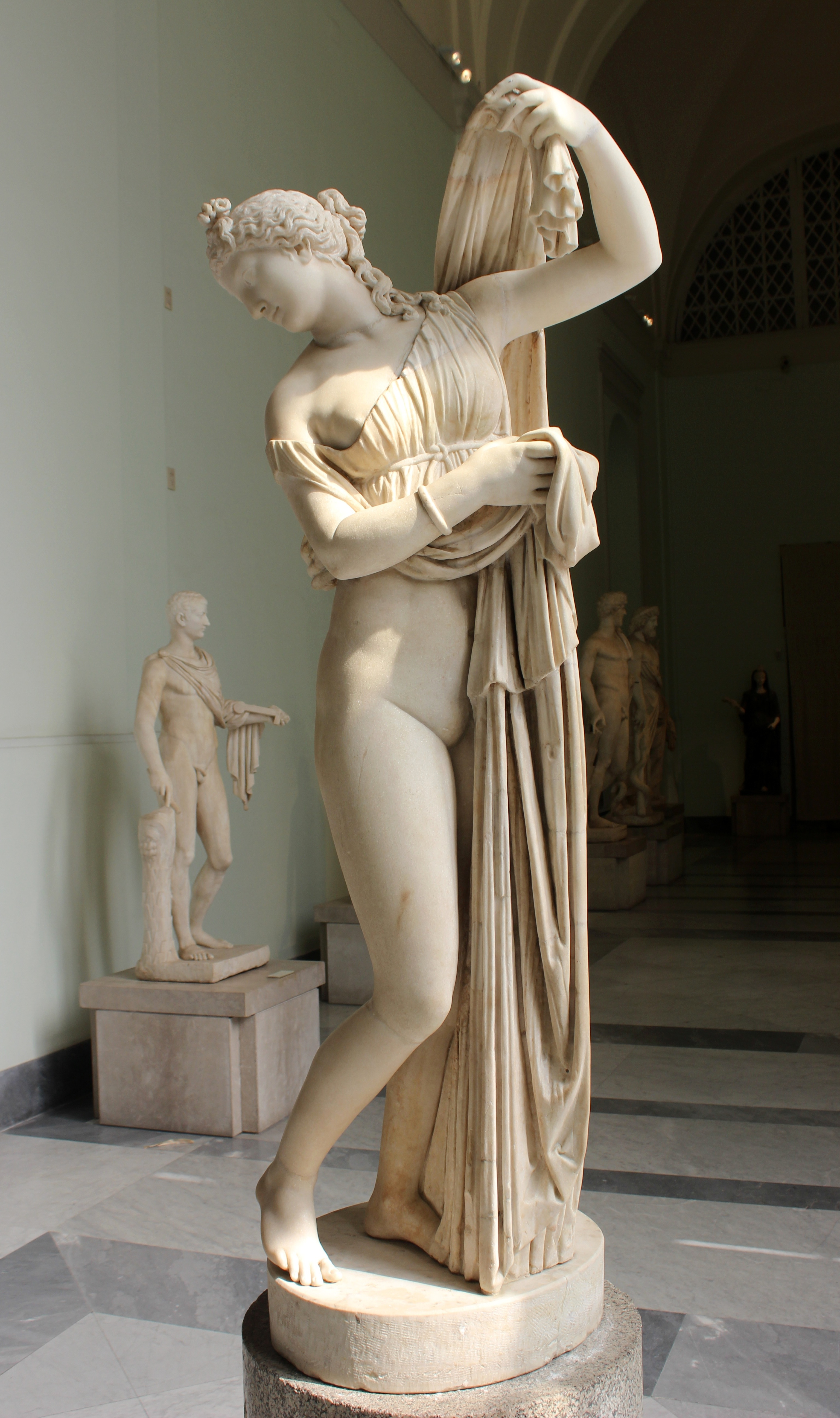
statua della Venere kallipige
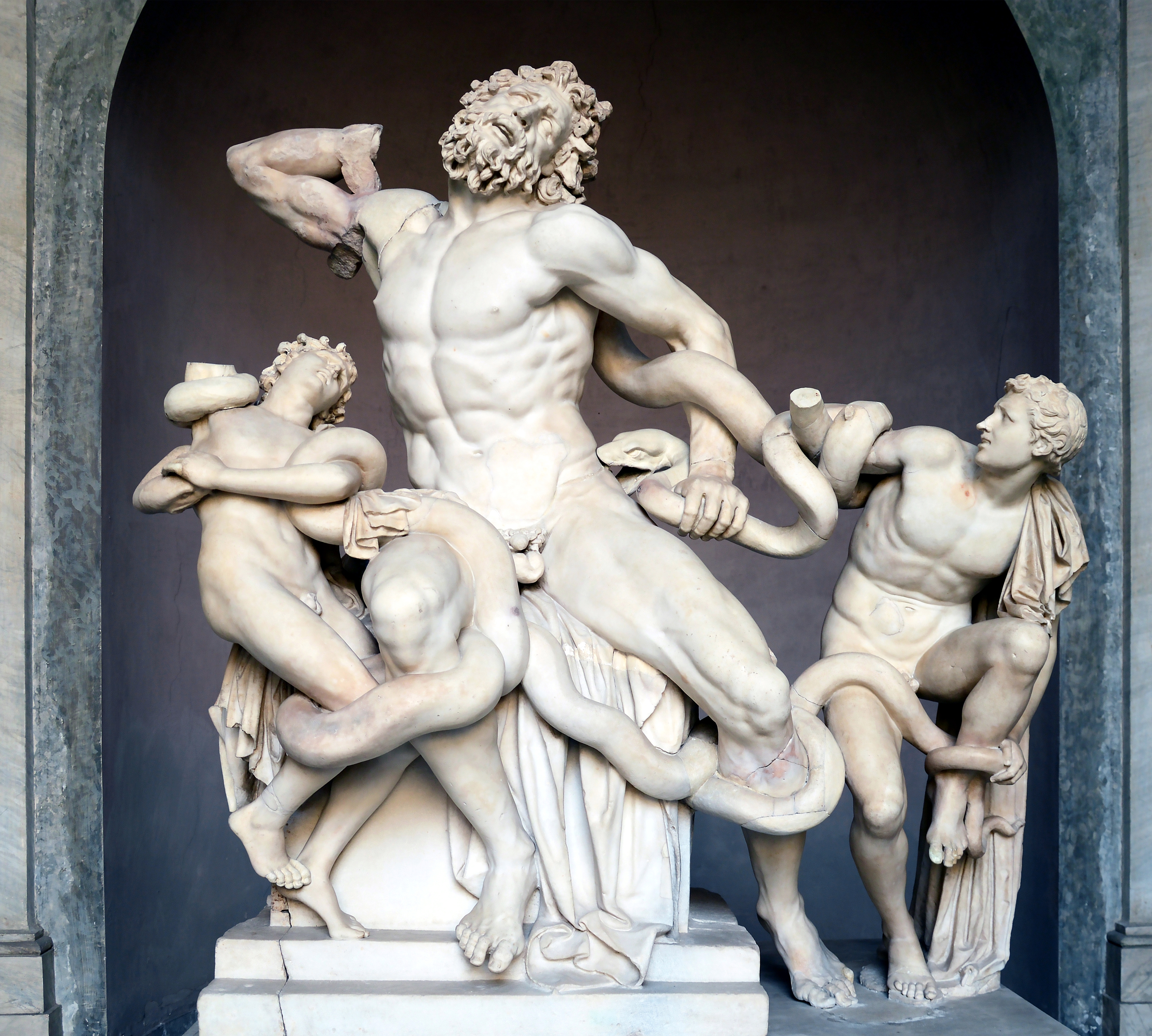
Gruppo del Laocoonte
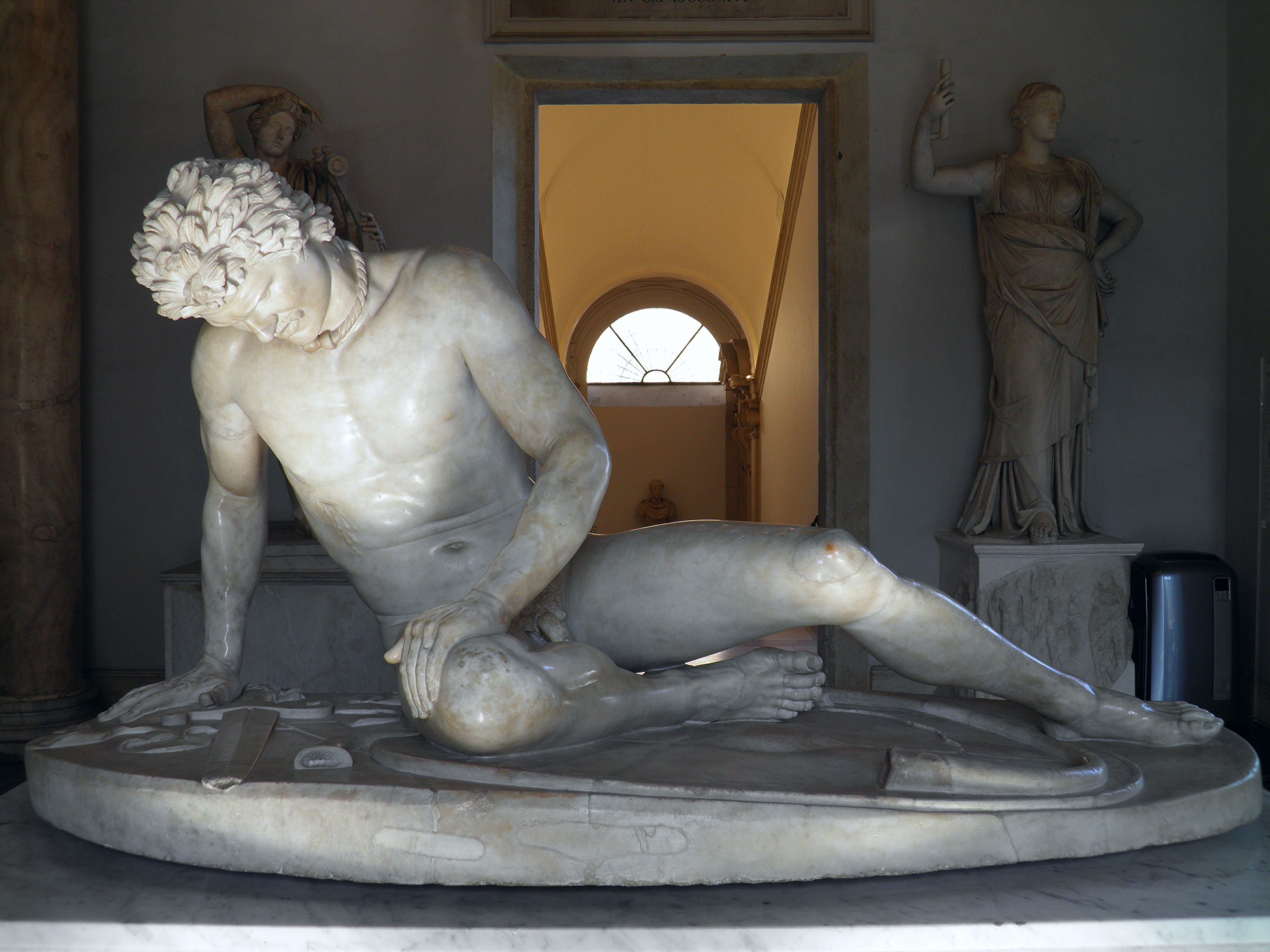
Galata morente (Musei Capitolini, Roma)
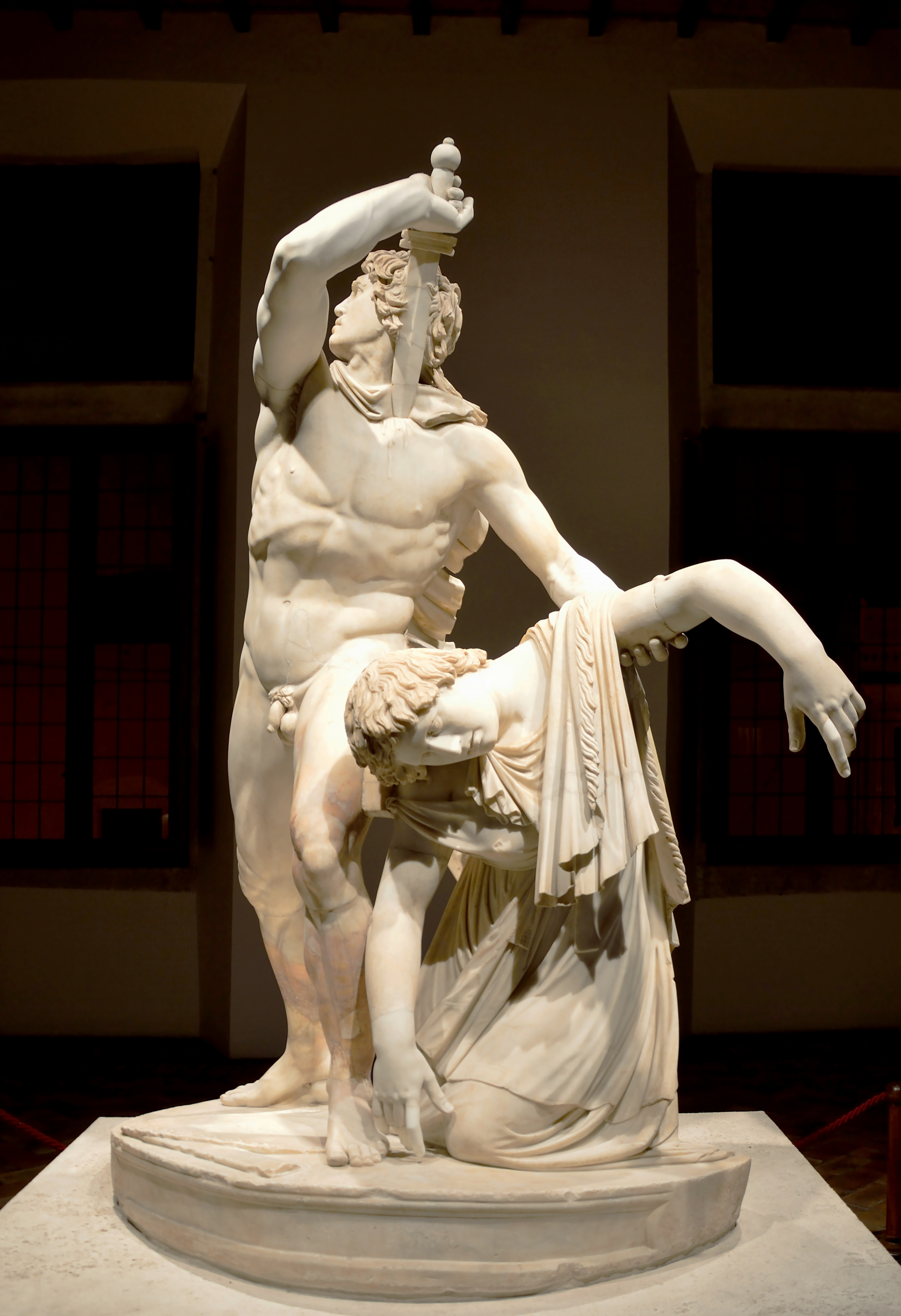
Galata suicida (Palazzo Altemps, Roma)
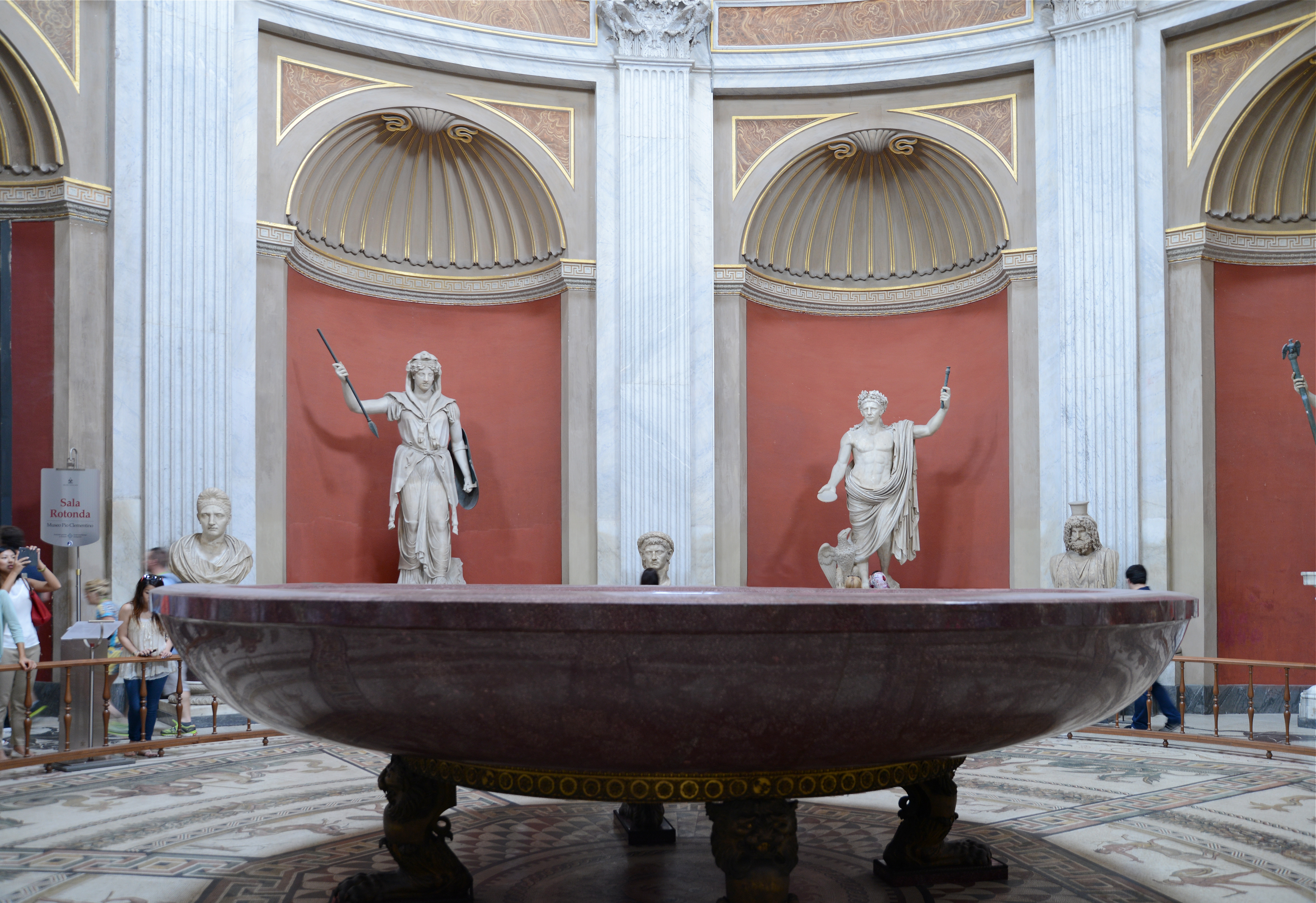
Tazza in porfido, forse proveniente dalla Domus Aurea (Rotonda del Belvedere, Museo Pio-Clementino, Roma).

## Collegamenti
| È raggiungibile dalla fermata Colosseo | del tram 3 |